# Hansheinrich Schmidt
Hansheinrich Schmidt (* 6. September 1922 in Leipzig; † 12. März 1994 in Grünwald) war ein deutscher Lehrer und Politiker (FDP).

## Leben
Schmidt lebte ab 1933 in Dresden, wo er bis 1940 ein humanistisches Gymnasium besuchte. Nach bestandenem Abitur musste er während des Zweiten Weltkriegs als Flieger und Fallschirmjäger Kriegsdienst leisten. Nachdem er 1945 in sowjetische Kriegsgefangenschaft geraten war, konnte er diese im Herbst desselben Jahres aber aus gesundheitlichen Gründen bereits wieder verlassen.
Schmidt lebte nach dem Krieg in der Heimat seiner Frau in Kempten (Allgäu). Er begann eine Ausbildung zum Volksschullehrer, die er 1949 mit der ersten und 1951 mit der zweiten Lehramtsprüfung erfolgreich beendete. Im Jahr 1960 wurde er zum Oberlehrer befördert.
Schmidt stammte aus einem evangelischen Elternhaus und war der Sohn eines Amtsgerichtspräsidenten. Seit 1944 war Schmidt verheiratet. Aus der Ehe mit seiner Frau Ilse (geborene Recher) gingen die drei Töchter Evelyn, Carmen und Marion hervor.

## Politik
Bereits 1955 war Schmidt Mitglied der FDP geworden. 1957 wurde er Kreisvorsitzender. Ab 1958 war er zuerst Stellvertreter und ab 1970 Vorsitzender des FDP-Bezirksverbandes Schwaben. Darüber hinaus war Schmidt auch Mitglied des Landeshauptausschusses sowie des Landeskulturausschusses der FDP Bayern. 1964 wurde er erstmals in den Landesvorstand der FDP Bayern gewählt.
Als Vorsitzender des FDP-Bundesfachausschusses für Soziales, Jugend, Familie und Gesundheit hatte Schmidt großen Anteil an der Neugestaltung des FDP-Programms im Bereich der Gesellschafts- und Sozialpolitik. Er war an der Formulierung der Freiburger Thesen von 1971 beteiligt, sowie an den Beschlüssen der FDP während der 1970er Jahre zur Gesundheitspolitik, zur Gleichberechtigung und zur Alterssicherung.

### Abgeordnetentätigkeit
Schmidt war seit 1961 Mitglied des Deutschen Bundestages. Dort engagierte er sich vor allem im Bereich der Sozialpolitik. In seiner Fraktion war er viele Jahre lang Vorsitzender des Arbeitskreises Sozialpolitik, sowie sozialpolitischer Sprecher der FDP. Schmidt nahm als Abgeordneter insbesondere Einfluss auf die Gesetzgebung zur Betriebsverfassung von 1972 und zur Unternehmensmitbestimmung von 1976.
1982 war er ein Gegner des neuen Kurses der FDP, der letztlich zu einem konstruktiven Misstrauensvotum gegen Bundeskanzler Helmut Schmidt sowie der Wahl Helmut Kohls zu dessen Nachfolger und damit zum Bruch der sozialliberalen Koalition führte. Als Kohl am 17. Dezember 1982 im Bundestag die Vertrauensfrage stellte, um diese künstlich verneint zu bekommen und so Neuwahlen herbeiführen zu können, war Schmidt einer von vier Abgeordneten, die gegen die formale Handhabung derselben vor dem Bundesverfassungsgericht klagten. Aus Protest verzichtete er bei den folgenden Bundestagswahlen im März 1983 auf eine erneute Kandidatur.
Unterlagen zu seiner Tätigkeit für die FDP im Deutschen Bundestag liegen im Archiv des Liberalismus der Friedrich-Naumann-Stiftung für die Freiheit in Gummersbach.

## Auszeichnungen
Schmidt wurde 1970 der Bayerische Verdienstorden verliehen. 1976 erhielt er das Große Bundesverdienstkreuz, 1982 das Große Bundesverdienstkreuz mit Stern.